# سيرافيم (رئيس أساقفة فنلندا)
سيرافيم واسمه العلماني ألكسندر يوانوفيتش لوكيانوف (بالفنلندية: Aleksandr Ioannovitsh Lukjanov؛ بالروسية: Алекса́ндр Ива́нович Лукя́нов)؛ (23 أغسطس 1879 في ساراتوف - 18 فبراير 1959 في دير هيربوفات) كان رئيس الكنيسة الفنلندية الأرثوذكسية ورئيس أساقفة فيبورغ وسائر فنلندا بين سنتي 1921 و1923.، ومتروبوليت أوروبا الغربية بين 26 يناير 1927 و31 أغسطس 1945، ثم إكسرخوس أوروبا الغربية من 9 أغسطس 1946 وإلى حين تقاعده في 15 نوفمبر 1949.
بدأ ألكسندر دراسته في أكاديمية قازان اللاهوتية عام 1900. وفي سنته الثالثة نذر ورسم شماساً تحت اسم سيرافيم. عام 1903 أصبح كاهنا، وفي العام التالي تخرج من الأكاديمية وأرسل للعمل كمحاضر في المدرسة اللاهوتية في أوفا. بعد عامين، تمت ترقيته إلى منصب قيم في نفس المدرسة، وفي عام 1907 ترقى إلى رتبة أرشمندريت وتم نقله إلى معهد تافريتش كرئيس له. في عام 1911 تولى منصبا مشابها في ساراتوف. في 7 سبتمبر عام 1914، تم تعيينه أسقفا لسيردوبولسك وأسقفا مساعدا للأبرشية الفنلندية. ومنذ 11 أغسطس 1917، تولى الإدارة المؤقتة لهذه الأبرشية. وفي 10 يناير 1918، انتخب أسقفا رسميا لها من قبل المجمع الأبرشي لرجال الدين والعلمانيين في فيبورغ، ليباشر مهامه بعد أسبوع. وفي عام 1921، ترأس الكنيسة الفنلندية الأرثوذكسية التابعة لكنيسة روسيا.

## عزله
في 6 يوليو 1923، انتقلت كنيسة فنلندا إلى ولاية بطريركية القسطنطينية، خلافا لرغبته.
وفي 29 ديسمبر 1923، بموجب قرار من مجلس الدولة ومرسوم صادر عن رئيس فنلندا آنذاك لاوري كريستيان ريلاندر، تم عزل سيرافيم من إدارة الأبرشية لعدم رغبته في دراسة اللغة الفنلندية، وفي رأس السنة الموالية، أسندت الحكومة مهام رئيس أساقفة فيبورغ وسائر فنلندا إلى إدارة الكنيسة، وألزمتها مع المجلس بتعيين رئيس أساقفة جديد. فاضطر سيرافيم إلى ترك منصبه.

## ما بعد العزل
بعد عزله من رئاسة الكنيسة الفنلندية عاش عامين كراهب في دير كونيفسكي. وفي عام 1926 طرد من فنلندا وسافر إلى بريطانيا. في لندن، أصبح راعيا لأبرشية تابعة للكنيسة الروسية الأرثوذكسية في أوروبا الغربية، وفي عام 1927 نشبت خلافات بينه وبين الإكسرخوس يولوجيوس، جراء التشويش الذي تسبب فيه داخل الرعية هناك، ثم انضم إلى أسقفية الكنيسة الروسية الأرثوذكسية خارج روسيا. استقر في باريس وفي عام 1937 ترقى مطرانا. كان ينتمي إلى جناح متطرف في الكنيسة الروسية الأرثوذكسية خارج روسيا، إذ كان يبدي تعاطفه على العلن مع النازيين خلال الحرب العالمية الثانية.
في 31 أغسطس 1945، أعلن عن استعداده للعودة إلى كنيسته الأم الكنيسة الروسية. قبل طلبه، وسمح له بطريرك موسكو آنذاك أليكس الأول من موسكو بذلك، جاعلا إياه أسقفا مساعدا لإكسرخوس أوروبا الغربية، والذي كان يولوجيوس المخالف له، على الرغم من اعتراض الأخير. بعد وفاة المطران يولوجيوس في أغسطس من العام التالي ، تم تعيينه إكسرخوسا جديدا في 9 أغسطس. لكن في أكتوبر 1946 ، صوت المجمع الاستثنائي الذي ضم رجال الدين والمؤمنين في الإكسرخسية على عودة الكنيسة إلى سلطة البطريركية المسكونية. وعليه، كان لسيرافيم سيطرة فعلية فقط على الجزء التي تمثله الأبرشيات الروسية في أوروبا الغربية التي لم تكن مدرجة في قائمة أبرشيات إكسرخسية أوروبا الغربية، والذي بالطبع لم يكن بالعدد الكبير.
بعد الحرب العالمية الثانية، حاول سيرافيم العودة إلى فنلندا، ولكن وعلى الرغم من كونه مواطنا فنلنديا، فقد منعته الحكومة من دخول البلاد خشية أن يتسبب في انشقاق في الكنيسة الفنلندية ويزيد من النفوذ الروسي في البلاد.

## التقاعد والوفاة
عام 1948 شارك في الاحتفال بالذكرى الخمسمائة لاستقلال الكنيسة الروسية. وفي العام التالي تقاعد. مكث في باريس حتى عام 1954، وبعد ذلك بسنتين أي في 17 مايو 1956 عاد إلى الاتحاد السوفيتي حيث استقر في نهاية المطاف في دير هيربوفات في مولدوفا أين توفي في 18 فبراير 1959.